# Myopterus whitleyi
Myopterus whitleyi är en fladdermusart som först beskrevs av Nikolaj Scharff 1900.  Myopterus whitleyi ingår i släktet Myopterus och familjen veckläppade fladdermöss. IUCN kategoriserar arten globalt som livskraftig. Inga underarter finns listade i Catalogue of Life.
Arten förekommer i centrala Afrika från södra Nigeria till Kongo-Kinshasa. Mindre avskilda populationer finns i Ghana och Uganda. Habitatet utgörs främst av tropiska regnskogar. Individerna vilar ensam på bark, i den täta växtligheten eller under byggnadernas tak.